# Stazione di Romford
La stazione di Romford è una stazione ferroviaria situata a Romford, nel borgo londinese di Havering. La stazione si trova sulla Great Eastern Main Line e da qui si dipana la linea per Upminster.

## Storia

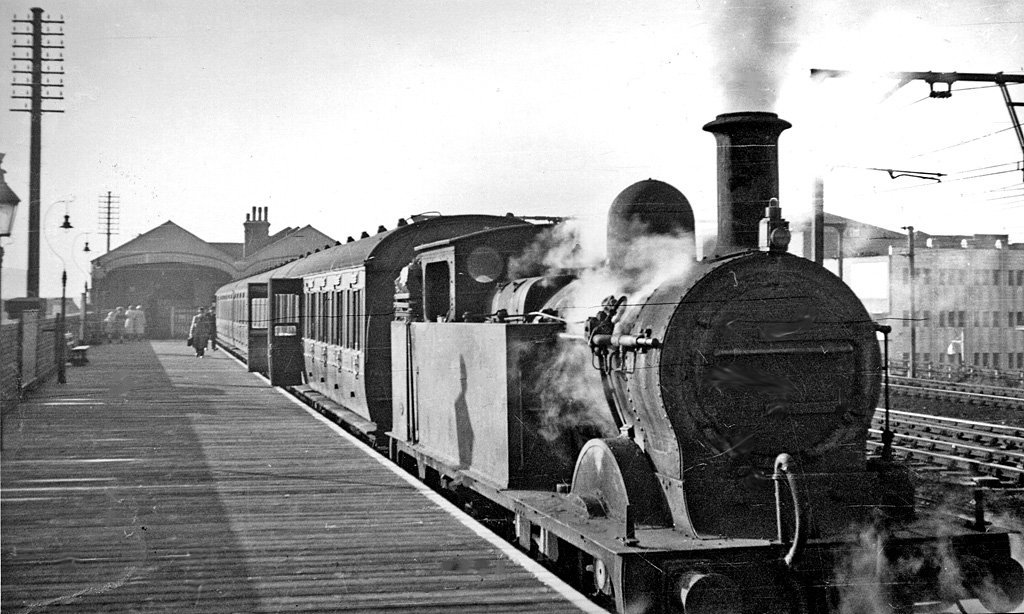
Binario della stazione di Romford sulla linea Romford-Upminster

La stazione di Romford viene aperta nel luglio del 1839 per servire da capolinea della linea gestita dalla società Eastern Counties Railway che collegava Mile End con Romford.
Nel 1893 viene aperta a Romford, lungo la ferrovia Romford-Upminster, una seconda stazione ferroviaria dalla London, Tilbury and Southend Railway. L'attuale stazione nasce come unificazione di queste due distinte stazioni nel 1934.

## Movimento
L'impianto è servito dai treni della linea Liberty della London Overground e dai treni in servizio sulla Elizabeth Line, gestiti da Transport for London. È servito inoltre dai alcuni treni della relazione Londra Liverpool Street-Shenfield/Southend Victoria gestiti da Greater Anglia.

## Interscambi
Nelle vicinanze della stazione effettuano fermata numerose linee urbane automobilistiche, gestite da London Buses
- Fermata autobus